# 卡坝乡
卡坝乡，是中华人民共和国甘肃省甘南藏族自治州迭部县下辖的一个乡镇级行政单位。

## 行政区划
卡坝乡下辖以下地区：
卡坝村、桃吾村、尼欠村和安子村。